# Giám sát hàng loạt ở Hoa Kỳ
Giám sát hàng loạt ở Hoa Kỳ đã được thực hiện từ giám sát và kiểm duyệt thời chiến thế chiến I đối với thông tin liên lạc quốc tế đến, đi và đi qua Hoa Kỳ. Sau thế chiến I và thế chiến II, việc giám sát vẫn tiếp tục, thông qua các chương trình như Phòng Đen và Project SHAMROCK. Sự hình thành và phát triển của liên bang thực thi pháp luật và cơ quan tình báo như FBI, CIA và NSA giám sát được thể chế hóa Được sử dụng để làm im lặng bất đồng chính trị, bằng chứng là các dự án COINTELPRO nhắm vào các tổ chức và cá nhân khác nhau. Trong thời đại Phong trào dân quyền, nhiều cá nhân được ra lệnh giám sát đã được lần đầu quy vào thành phần những người hội nhập sau đó bị coi là lật đổ. Các cá nhân và nhóm mục tiêu khác bao gồm các nhà hoạt động người Mỹ bản địa, các nhà hoạt động phong trào giải phóng người Mỹ gốc Phi và Chicano, và những người biểu tình phản chiến.
Sự hình thành của thỏa thuận giám sát UKUSA quốc tế năm 1946 đã phát triển thành sự hợp tác ECHELON vào năm 1955 của năm quốc gia nói tiếng Anh, còn được gọi là Five Eyes, và tập trung vào việc ngăn chặn thông tin liên lạc điện tử, với sự gia tăng đáng kể khả năng giám sát trong nước.
Sau sự kiện 11 tháng 9 năm 2001, phạm vi giám sát hàng loạt trong nước và quốc tế đã tăng lên rất nhiều. Giám sát hàng loạt đương đại dựa trên các mệnh lệnh hành pháp của tổng thống hàng năm tuyên bố tình trạng khẩn cấp quốc gia tiếp tục, lần đầu tiên được ký bởi George W. Bush vào ngày 14 tháng 9 năm 2001 và sau đó tiếp tục trên cơ sở hàng năm của Tổng thống Barack Obama, và dựa trên một số Đạo luật về an ninh quốc gia sau đó bao gồm Đạo luật PATRIOT của Hoa Kỳ và FISA Chương trình giám sát PRISM. Các nhà phê bình và những người chống đối chính trị hiện mô tả tác động của các hành vi, mệnh lệnh này và mạng lưới cơ sở dữ liệu của Trung tâm hợp nhất là hình thành một nhà nước cảnh sát Mỹ thực sự, đơn giản là thể chế hóa các chiến thuật COINTELPRO bất hợp pháp được sử dụng để ám sát những người bất đồng chính kiến và lãnh đạo từ những năm 1950 trở đi.
Các cơ quan giám sát bổ sung, chẳng hạn như DHS và vị trí Giám đốc Tình báo Quốc gia đã tăng cường giám sát hàng loạt theo cấp số nhân từ năm 2001. Một loạt các báo cáo truyền thông năm 2013 đã tiết lộ nhiều chương trình và kỹ thuật gần đây được sử dụng bởi cộng đồng tình báo Hoa Kỳ. Những tiến bộ trong máy tính và công nghệ thông tin cho phép tạo ra các cơ sở dữ liệu quốc gia khổng lồ tạo điều kiện giám sát hàng loạt tại Hoa Kỳ bởi các trung tâm Fusion do IBM quản lý, chương trình Trung tâm Tích hợp Đe dọa Khủng bố của CIA và TSDB của FBI.
Các cơ sở dữ liệu giám sát hàng loạt cũng được trích dẫn là chịu trách nhiệm cấu hình người Mỹ Latinh và đóng góp cho các kỹ thuật "tự trục xuất" hoặc trục xuất vật lý bằng cơ sở dữ liệu quốc gia ICEGang của DHS.
Trong sự ra đời của thế chiến II, Văn phòng kiểm duyệt đã được thành lập. Cơ quan thời chiến đã theo dõi "thông tin liên lạc qua thư, cáp, đài hoặc các phương tiện truyền dẫn khác giữa Hoa Kỳ và bất kỳ quốc gia nước ngoài nào". Hệ thống này bao gồm 350.000 cuộc truyền qua cáp và điện tín ở nước ngoài và 25.000 cuộc gọi điện thoại quốc tế được thực hiện mỗi tuần. "Mỗi lá thư vượt qua biên giới lãnh thổ quốc tế hoặc Hoa Kỳ từ tháng 12 năm 1941 đến tháng 8 năm 1945 đều được mở và truy quét để biết chi tiết."
Khi thế chiến II, Project SHAMROCK được thành lập vào năm 1945. Tổ chức này được thành lập để tích lũy dữ liệu điện báo vào và ra khỏi Hoa Kỳ. Các công ty truyền thông lớn như Western Union, RCA Global và ITT World Communications đã tích cực hỗ trợ dự án, cho phép các quan chức tình báo Mỹ có quyền truy cập vào lưu lượng tin nhắn quốc tế. Theo dự án, và nhiều chương trình tiếp theo, không có tiền lệ nào được thành lập để ủy quyền tư pháp và không có lệnh nào được ban hành cho các hoạt động giám sát. Dự án bị chấm dứt vào năm 1975.
Năm 1952, Tổng thống Harry S. Truman thành lập Cơ quan An ninh Quốc gia (NSA) vào năm 1952 với mục đích thu thập, xử lý và giám sát dữ liệu tình báo. Sự tồn tại của NSA không được mọi người biết đến như bản ghi nhớ của Tổng thống Truman đã được phân loại.
Khi Ủy ban Điều tra FBI của Công dân công bố các tài liệu FBI bị đánh cắp tiết lộ lạm dụng các chương trình tình báo vào năm 1971, Thượng nghị sĩ Frank Church đã bắt đầu một cuộc điều tra về các chương trình được gọi là Ủy ban Giáo hội. Ủy ban đã tìm cách điều tra các vụ lạm dụng tình báo trong suốt những năm 1970. Sau một báo cáo được cung cấp bởi ủy ban phác thảo lạm dụng nghiêm trọng, năm 1976, Quốc hội Hoa Kỳ đã thành lập Ủy ban Lựa chọn Thượng viện về Tình báo. Sau đó, nó sẽ được Tòa án giám sát tình báo nước ngoài tham gia vào năm 1978. Các tổ chức đã làm việc để hạn chế quyền lực của các cơ quan, đảm bảo rằng các hoạt động giám sát vẫn nằm trong quy định của pháp luật.
Sau các cuộc tấn công ngày 11 tháng 9 năm 2001, Quốc hội Mỹ đã thông qua Đạo luật Yêu nước để tăng cường các nỗ lực an ninh và tình báo. Đạo luật đã trao cho Tổng thống quyền hạn rộng lớn về cuộc chiến chống khủng bố, bao gồm cả quyền vượt qua Tòa án FISA để ra lệnh giám sát trong các trường hợp an ninh quốc gia. Ngoài ra, các hoạt động giám sát hàng loạt được thực hiện cùng với các chương trình giám sát khác dưới sự lãnh đạo của Chương trình Giám sát của Tổng thống. Dưới áp lực của công chúng, chương trình nghe lén không bảo hành được cho là đã kết thúc vào tháng 1 năm 2007
Nhiều chi tiết về các hoạt động giám sát được thực hiện tại Hoa Kỳ đã được tiết lộ trong tiết lộ của Edward Snowden vào tháng 6 năm 2013. Được coi là một trong những vụ rò rỉ truyền thông lớn nhất ở Hoa Kỳ, nó đã trình bày chi tiết về các chương trình giám sát của NSA, liên quan đến việc chặn dữ liệu internet và các cuộc gọi điện thoại từ hơn một tỷ người dùng, trên nhiều quốc gia khác nhau. 